# Hic Rhodus, hic salta
Hic Rhodus, hic salta, hetgeen "Hier is Rhodus, spring hier!" betekent, is de Latijnse vertaling van de "punch line" van een Griekse fabel van Aesopus.
In zijn fabel "De opsnijder" laat Aesopus een atleet optreden die zich erop beroemt op het eiland Rhodus eens een recordsprong te hebben gemaakt. Hij zegt dat er ook getuigen zijn die dit kunnen bevestigen.
Een sceptische toehoorder roept hem dan toe: "Hier is Rhodus, spring hier!"
De uitdrukking wordt weleens in overdrachtelijke zin gebruikt om iemand uit te dagen ter plekke het bewijs te leveren dat hij tot een bepaalde prestatie in staat is.